# Bockhorn (Baixa Saxônia)
Bockhorn é um município da Alemanha localizado no distrito de Friesland, estado de Baixa Saxônia.